# Sudd
Der Sudd, vom arabischen Sadd / سد / ‚Barriere; auch: Staudamm‘, ist ein durch den Nil gebildetes Sumpf- und Überschwemmungsgebiet im Südsudan und eines der größten Sumpfgebiete weltweit.

## Lage
Er ist ungefähr 390 km lang in der Nord-Süd-Ausdehnung, 240 km in der Ost-West-Ausdehnung und umfasst eine Fläche von circa 30.000 km², deren Größe stark schwankt und in der Regenzeit bis zu 130.000 km² umfassen kann. Das Sumpfgebiet liegt im Dreieck der Städte Bor, Wau und Malakal. Entlang des Bahr al-Dschabal (Nil) erstreckt sich der Sudd von Bor bis zum No-See. Im Westen reicht er über den Bahr al-Ghazal-Sumpf entlang dem Bahr al-Ghazal und seinen Quell- und Nebenflüssen Sue-Jur, Bahr al-Arab, Lol und Tonj, von Wau fast bis Malakal.
Bor liegt etwa 427 m ü. d. M., das 390 km Luftlinie entfernte Bentiu 398 m ü. d. M. Das Gefälle beträgt demnach nur rund 0,07 m/km.
Der Nil ist in diesem Abschnitt nicht an ein bestimmtes Flussbett gebunden, sondern verbreitet sich mit verschiedenen Flussarmen in ein großes Sumpfgebiet. Je nach Wasserstand und Regenmengen werden zeitweise außerdem große Grasflächen überschwemmt, was zur Folge hat, dass die gesamte Region zeitweise kaum passierbar ist. Die Größe der Überschwemmungsfläche schwankt im Jahresverlauf und von Jahr zu Jahr und ist eng an die Abflussmenge aus den äquatorialen Seen gebunden; sie schwankt seit 1964 zwischen 20.000 und 30.000 km².

## Flora
Der Sudd gilt als die fruchtbarste Zone des Landes. Im Gebiet wachsen Papyrus, Schilfgräser, Wasserhyazinthen und viele verschiedene Sumpfpflanzen. Sogar Reste tropischer Regenwälder mit Mahagonibäumen sind um den Sudd anzutreffen.

## Hydrologie
Der Sudd wird in erster Linie durch die Menge des aus dem Victoriasee abfließenden Wassers beeinflusst. Das Sumpfgrasland erhält im Jahresmittel 700 bis 1000 mm Niederschlag. Man kann dabei von zwei Jahreszeiten sprechen, von 4½ bis 6½ feuchten regenreichen Monaten im Sommer, der Rest des Jahres ist relativ trocken.
Da das Wasser im Sudd durch das sehr geringe Gefälle des Flusses extrem langsam fließt und sich über eine große Fläche verteilt, gehen 53,2 Prozent des Nil-Wassers durch Evapotranspiration verloren, also durch direkte Verdunstung und Verdunstung durch Pflanzen. Es bestanden daher Pläne seitens der sudanesischen Regierung in Khartum, das Wasser des Sudd durch den 300 km langen Jonglei-Kanal abzuführen und ihn zur Bewässerung landwirtschaftlicher Flächen zu nutzen. Aufgrund des Bürgerkriegs im Süden des Landes wurden die Bauarbeiten jedoch 1983 eingestellt. Über eine eventuelle Fortsetzung des Projekts wird kontrovers diskutiert. Von der Umleitung würde der Norden des Sudan profitieren, da dann mehr Wasser nordwärts befördert würde. Der Sudd würde dabei allerdings austrocknen, dafür könnten weitere Agrarflächen im Norden bzw. im Sudd-Gebiet selbst bewirtschaftet werden.

## Schiffbarkeit
Der Sudd war lange Zeit schwer schiffbar, da die sich immer wieder verändernden Flussarme kaum überblickbar sind und häufig durch schwimmende Inseln aus Papyrus, Schilf und Wasserhyazinthen verstopft werden. In den Jahren 1899 bis 1903 wurde eine Fahrrinne durch den Sudd ausgeräumt, die eine geregelte Schifffahrt ermöglichte. Die Fahrrinne vergrößerte außerdem den Abfluss aus dem Sudd in den Weißen Nil um rund 200 m³/s, was eine gern gesehene Ergänzung zu den um diese Zeit laufenden enormen Wasserbauten war (Assuan-Staumauer, Asyut-Stauwehr etc.). Die Fahrrinne musste allerdings ständig gewartet werden. Durch den Sezessionskrieg im Südsudan wurde die Verbindung unterbrochen.

## Besiedelung

Inseln mit menschlichen Behausungen

Infolge des Bürgerkriegs im Südsudan von 2013 bis 2018 stieg die Einwohnerzahl des Ortes (Old) Fangak, das sich schwer zugänglich im Sudd befindet, in diesen Kriegsjahren von 5000 auf ca. 50.000 durch hinzugezogene Flüchtlinge an.